# Charles Van den Borren

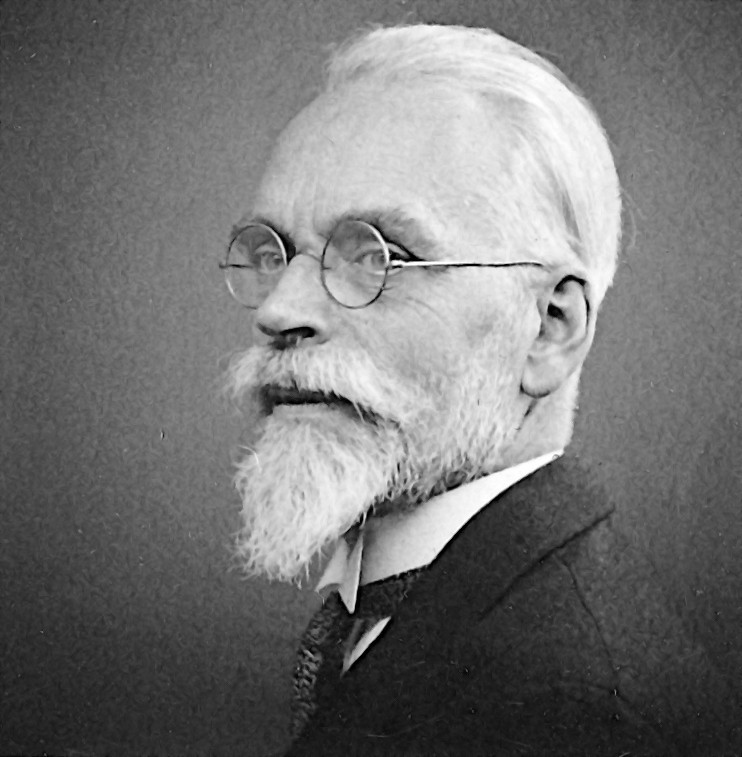
Charles Van den Borren

Charles Jean Eugène Van den Borren (Elsene, 17 november 1874 - Ukkel, 14 januari 1966) was een Belgisch musicoloog en een van de pioniers van de authentieke uitvoeringspraktijk van Oude Muziek.

## Levensloop
Van den Borren was getrouwd met Madeleine Rolin (1879-1966). Zij hadden een buitenverblijf in Genk en kwamen er tot de jaren 60 op vakantie. Ze stonden er in nauw contact met hun buurman kunstenaar Emile Van Doren en zijn gezin. Hun dochter Marianne trouwde met de Amerikaanse in Brussel gevestigde musicoloog en dirigent Safford Cape. Van den Borren en Cape vormden een hecht duo, de eerste als theoreticus en inspirator, de tweede als uitvoerder en verspreider van hun ideeën.
Hij was een leerling van Arnold Dolmetsch (1858-1940), een van de vroegste verdedigers van de authentieke uitvoering van oude muziek. Onder zijn collega's was er Ernest Closson (1870-1950) met wie hij veel samenwerkte en die in Brussel de eerste cursus van muziekgeschiedenis gaf. Vanaf 1929 doceerde Van den Borren een gelijkaardige cursus aan de universiteiten van Luik en Brussel.
Van den Borren werd doctor in de rechten en advocaat, maar verliet weldra de balie om zich uitsluitend aan de muziek te wijden, als vorser en criticus. In 1919 was hij bibliothecaris geworden van het Koninklijk Conservatorium van Brussel. Vanuit die functie had hij contacten in binnen- en buitenland. Hij nodigde er velen uit om in het Institut des Hautes Etudes (waar hij secretaris-generaal van was) voordrachten te komen geven en hij stimuleerde aldus de gedachtewisselingen en de controverse over muziek en uitvoeringspraktijk. 
Hij was een voorloper voor wat betreft de authentieke uitvoering van oude muziek. Veel voortrekkers van de authentieke uitvoering hebben rechtstreeks of onrechtstreeks hun inspiratie aan hem te danken. Te noemen zijn Suzanne Lejeune-Clercx (1910-1985) (echtgenote van de historicus en schepen van Luik Jean Lejeune) die hem eerst in de bibliotheek van het Koninklijk Conservatorium, vervolgens aan de universiteit van Luik opvolgde, Albert Van der Linden (1913-1977) en Robert Wangermée, de latere directeur-generaal van de RTBF, die hem in 1946 in Brussel opvolgde, musicoloog Marcel Boereboom enz.
Onder de musici die hem als hun leermeester hadden zijn onder meer te vermelden: Thurston Dart, de fluitiste Silva Devos, de klavecinist Charles Koenig en de violoniste Janine Rubinlicht. Deze laatste richtte in 1954 met Robert Kohnen het Alarius Ensemble op, waar ook de gebroeders Wieland Kuijken en Sigiswald Kuijken zich bij het begin van hun carrière bij aansloten.
Tijdens de Tweede Wereldoorlog ving hij twee Joodse kinderen op. Op 4 januari 2001 verleende het Jad Wasjem Aelbers en zijn echtgenote de titel Rechtvaardige onder de Volkeren.

## Publicaties
- L'oeuvre dramatique de César Franck. Hulda et Giselle, Brussel, Schott Frères, 1907
- Les origines de la musique de clavier en Angleterre, Brussel, Librairie des deux mondes, 1912
- Les musiciens belges en Angleterre à l'époque de la renaissance, Brussel, Librairie des deux mondes, 1913
- Les origines de la musique de clavier dans les Pays-Bas (Nord et Sud) jusqu'en 1630, Brussel, Leipzig, Berlin, London, New York, 1914. Zie Google Books.
- Orlande de Lassus, Parijs, F. Alcan, 1920
- Le manuscrit musical M. 222 C.22 de la Bibliothèque de Strasbourg (XVe siècle), brulé en 1870, Antwerpen, E. Secelle, 1924
- Guillaume Dufay. Son importance dans l'évolution de la musique au XVe siècle, Brussel, Marcel Hayez, 1925
- Etudes sur le XVe siècle musical, Antwerpen, De Nederlandsche Boekhandel, 1941
- Peter Benoît, (Frans), Brussel, Office de publicité,1942
- Peter Benoît (Nederlands), Antwerpen, De Nederlandsche Boekhandel, 1943
- Roland de Lassus, (Frans), Brussel, La Renaissance du Livre, 1944
- Orlando di Lasso (Italiaans), Milaan, Fratelli Bocca, 1944
- Roland de Lassus, (Nederlands), Antwerpen, De Nederlandsche Boekhandel, 1945
- Geschiedenis van de muziek in de Nederlanden, Antwerpen, De Nederlandsche Boekhandel, 1948
- César Franck, Brussel, La Renaissance du Livre, 1949
- Pièces polyphoniques profanes de provenance liégeoise (15e siècle). Transcrites et commentées par Charles Van den Borren, Brussel, Editions de la Librairie encyclopédique, 1950
- Polyphonia Sacra. A Continental Miscellany of the Fifteenth Century, Pennsylvania State University Press, 1963
- Les origines de la musique de clavier dans les Pays-Bas (Nord et Sud) jusqu'en 1630, Olms, Breitkopf und Härtel in Hildesheim, New York & Wiesbaden, 1977 (heruitgave van het werk van 1914)